# 丸印
丸印（まるじるし）は、円形の記号。輪郭のみの○は丸印（まるじるし）もしくは白丸（しろまる、WHITE CIRCLE）と呼ぶ。
中が塗られている●（黒丸、くろまる、BLACK CIRCLE）は、多くは○と対で使用される。一般には黒丸と呼ぶが、フォントには通常色がないため、赤や青など別の色、あるいは白色の場合であっても、この記号が使用されることが多い。

## 用途

### ○と●を対比して用いる場合
- 相撲の星取表で、○は白星といわれ勝利を、反対に●は黒星といわれ敗北を表すのに使用される。これにならい、相撲以外の勝敗表でもこれらの記号で勝敗を表すことがある。
- 碁石やオセロの石を表す場合に、○は白石を、●は黒石を表す。
- 点字を表現する場合に、●は突状になっている箇所を、○（ー）は突状になっていない箇所を表す。

### ○の用途
- 日本では「不正解」「誤り」「悪い」を表すバツ印「×」の対になる記号として、「正解」「正しい」「良い」を表すのに用いられる[1][2]。

欧米では「×」の対になる記号は通常チェックマーク「✓」である。また「○」は「×」と同様にむしろ否定的な意味を持ち、ほとんどの国では「○」が肯定的な意味として認識されない。
韓国では正解と不正解にそれぞれ○と×の記号が使われることがあるが、日本とは異なりマルやバツに相当する読み方はされず、アルファベットのオー(O)とエックス(X)を模して「OX（오엑스）」と読まれる。

- 日本式天気記号で快晴を表す。
- 太い丸は日本の地図記号で町役場・村役場をあらわす。「⭘」(U+2B58) で表される丸を使用する。その他の樹木畑を表すこともある。
- 公営競技の予想で使われる。◎は本命、○は対抗。
- 球を表すのに使われる。
- 円形を表すのに使われる。
- 数字や文字を囲むのに使われ、丸数字 (①, ②, ③, …) や囲み文字 (Ⓐ, Ⓑ, Ⓒ, …等) になる。
- 道路標識で使用される。
- 電源スイッチのOFFを表す記号。ONを表す記号には、縦棒「｜」が使われる。これは数字の0と1の形状が由来であると言われている[4]。

### ●の用途
- 暦注下段で受死日を表す。
- 日本式天気記号で雨を表す（右下に「ツ」を書いた場合は雨強し、右下に「ニ」を書いた場合はにわか雨、右下に「キ」を書いた場合は霧雨）。
- 日本の地図記号で指示点を表す。
- 図形などで頂点を表す。
- 回路図で接続点を表す。
- UMLのステートマシン図やアクティビティ図で開始状態を表す（終了状態は◉(蛇の目)）。

### その他の用途
- 伏字を表すのに使われる。特に●は墨で文字を塗りつぶした状態の形状になることによる。
- 箇条書きの先頭に置く記号 (ビュレット) として用いられる。

## 符号位置
以下に Unicode で定義されている丸印を示す。
| 記号 | Unicode | JIS X 0213 | 文字参照            | 名称                                   |
| ---- | ------- | ---------- | ------------------- | -------------------------------------- |
| ⃘     | U+20D8  | -          | &#x20D8; &#8408;    | COMBINING RING OVERLAY                 |
| ⃝     | U+20DD  | -          | &#x20DD; &#8413;    | COMBINING ENCLOSING CIRCLE             |
| ○    | U+25CB  | 1-1-91     | &#x25CB; &#9675;    | 丸印、白丸 WHITE CIRCLE                |
| ◌    | U+25CC  | -          | &#x25CC; &#9676;    | DOTTED CIRCLE                          |
| ◍    | U+25CD  | -          | &#x25CD; &#9677;    | CIRCLE WITH VERTICAL FILL              |
| ●    | U+25CF  | 1-1-92     | &#x25CF; &#9679;    | 黒丸 BLACK CIRCLE                      |
| ◙    | U+25D9  | -          | &#x25D9; &#9689;    | INVERSE WHITE CIRCLE                   |
| ◯    | U+25EF  | 1-2-94     | &#x25EF; &#9711;    | 大きな丸 LARGE CIRCLE                  |
| ⚪   | U+26AA  | -          | &#x26AA; &#9898;    | MEDIUM WHITE CIRCLE                    |
| ⚫   | U+26AB  | -          | &#x26AB; &#9899;    | MEDIUM BLACK CIRCLE                    |
| ⚬    | U+26AC  | -          | &#x26AC; &#9900;    | MEDIUM SMALL WHITE CIRCLE              |
| ❍    | U+274D  | -          | &#x274D; &#10061;   | SHADOWED WHITE CIRCLE                  |
| ⬤    | U+2B24  | -          | &#x2B24; &#11044;   | BLACK LARGE CIRCLE                     |
| ⭕   | U+2B55  | -          | &#x2B55; &#11093;   | 速度制限基本 HEAVY LARGE CIRCLE        |
| ⭘    | U+2B58  | -          | &#x2B58; &#11096;   | 町村役場 区役所(東京以外) HEAVY CIRCLE |
| ￮    | U+FFEE  | -          | &#xFFEE; &#65518;   | HALFWIDTH WHITE CIRCLE                 |
| 🔴   | U+1F534 | -          | &#x1F534; &#128308; | LARGE RED CIRCLE                       |
| 🔵   | U+1F535 | -          | &#x1F535; &#128309; | LARGE BLUE CIRCLE                      |
| 🟠   | U+1F7E0 | -          | &#x1F7E0; &#128992; | LARGE ORANGE CIRCLE                    |
| 🟡   | U+1F7E1 | -          | &#x1F7E1; &#128993; | LARGE YELLOW CIRCLE                    |
| 🟢   | U+1F7E2 | -          | &#x1F7E2; &#128994; | LARGE GREEN CIRCLE                     |
| 🟣   | U+1F7E3 | -          | &#x1F7E3; &#128995; | LARGE PURPLE CIRCLE                    |
| 🟤   | U+1F7E4 | -          | &#x1F7E4; &#128996; | LARGE BROWN CIRCLE                     |

1. ^ Unicode の結合文字。
2. ^ JIS X 0208-1990まで「合成用丸」とされていたが、JIS X 0208:1997で合成に使えない「大きな丸」となった[5][6]。
3. ^ ARIB STD-B24 における説明。